# Anthurium tunquii
Anthurium tunquii är en kallaväxtart som beskrevs av Thomas Bernard Croat. Anthurium tunquii ingår i släktet Anthurium och familjen kallaväxter. Inga underarter finns listade.